# Borowe (województwo śląskie)
Borowe – wieś w Polsce położona w województwie śląskim, w powiecie kłobuckim, w gminie Wręczyca Wielka. Borowe leży na obszarze Lokalnej Grupy Działania „Zielony Wierzchołek Śląska”. We wsi znajduje się szkoła, OSP założona w roku 1918, LKS Płomień Borowe, stadion piłkarski, mała kaplica oraz kilka sklepów. Położona jest 13 km od miasta Kłobucka.
W latach 1954–1972 wieś należała i była siedzibą władz gromady Borowe. W latach 1975–1998 miejscowość administracyjnie należała do województwa częstochowskiego.